# 陳世雄事件
陳世雄事件發生於1991年9月，是台灣軍中人權事件及嚴重治安事件。

## 事件經過
陳世雄，廿歲，彰化縣人，為中華民國憲兵第二一三營第四連，忠貞435梯次義務役二兵，當時被分發到位在台北縣五股鄉民義路一段218號的憲兵隊(俗稱「五股排」)服役。1991年9月2日凌晨零時卅分，在民義路憲兵崗哨內擔任副哨的陳世雄，因在執勤的時候喝飲料，被擔任正哨的中士朱盛戊（廿三歲，新竹縣人）糾正，陳世雄不理會，朱盛戊想要打電話向上級通報時，陳世雄立刻拿起M16突擊步槍，對著朱盛戊連開數槍，朱盛戊當場死亡。陳世雄行兇後，跑回部隊的安全士官室，再次開槍射傷執勤的一兵林大利（廿二歲，台北市人）及周志華，並從林大利身上搶奪一把點三八左輪手槍；當時，剛好返鄉休假的中華民國海軍陸戰隊現役軍人戴雅宏（廿一歲，五股鄉人）與朋友康寶忠、林志庭及葉姓少年四人，分騎兩輛機車經過，他揮手攔下四人，並開槍把戴雅宏、林志庭及葉姓少年擊傷，搶奪機車後逃逸。
陳世雄騎著機車抵達民義路、工商路口時，看見計程車司機阮仁偉（廿五歲，住五股陸光一村）正好在排班，又立即用槍脅迫，欲搶奪阮仁偉的計程車，阮以鑰匙放在對面的商店為由，跑向商店，陳世雄立刻用點三八手槍擊斃阮仁偉後，再跑到工商路、成泰路口，搶走計程車司機張明杰（廿二歲，台北市人），車號為「011─4073」號的計程車逃逸。
最後，9月2日早上七時卅分，在桃園縣龜山鄉崁頂村某處山頭，發現陳世雄已舉槍自盡，其所攜帶的M16步槍，在五股陸光一村63號前的一輛轎車底下尋獲，手槍則留在自殺現場；此事件共造成三死六傷。
據軍警調查，陳世雄因不滿中士朱盛戊糾正他執勤時喝飲料，但陳世雄及朱盛戊的家人都對這個說法存疑，認為內情並不單純。朱盛戊的家人表示，朱遇害時已退勤休息，死亡時僅穿短褲，且根據其他士兵的說法，朱盛戊應是先聽到槍聲，到崗哨查看時被槍殺。